# Joe Dante
Joe Dante, właśc. Joseph Dante Jr. (ur. 28 listopada 1946 w Morristown w stanie New Jersey) – amerykański reżyser filmowy.

## Życiorys
Jest absolwentem prestiżowej uczelni College of Art. Karierę rozpoczynał jako montażysta, współpracując z Rogerem Cormanem.
Jako reżyser debiutował w 1976 realizując wspólnie z Allanem Arkushem film Hollywood Boulevard. Rozgłos i uznanie przyniosły mu, już samodzielnie zrealizowane w następnych latach horrory Pirania (1978) i Skowyt (1981). Od tego czasu jego kariera nabrała rozpędu, a jego kolejne filmy spotykały się z dużym zainteresowaniem.
Realizował zarówno horrory na wesoło (seria o Gremlinach), komedie (Na przedmieściach) jak i filmy science fiction (Odkrywcy, Interkosmos). Dugan miał stałą ekipę aktorów, których chętnie angażował do swoich filmów. W reżyserowanych przez niego dziełach można często zobaczyć: Dicka Millera, Roberta Picardo, Kevina McCarthy’ego, Belindę Balaski, Kennetha Tobeya, Archiego Hahnę.
Dante pojawiał się również na ekranie w aktorskich epizodach. Zagrał niewielkie role w takich filmach jak: Cannonball (1976), Interkosmos (1987), Lunatycy (1992), Milczenie baranów (1994), Gliniarz z Beverly Hills III (1994).
Zasiadał w jury konkursu głównego na 66. MFF w Wenecji (2009).

## Filmografia
- 1976: Hollywood Boulevard
- 1978: Pirania (Piranha)
- 1981: Skowyt (The Howling)
- 1983: Strefa mroku (Twilight Zone: The Movie) (segment "It's a Good Life")
- 1984: Gremliny rozrabiają (Gremlins)
- 1985: Odkrywcy (Explorers)
- 1987: Interkosmos (Innerspace)
- 1987: Amazonki z Księżyca (Amazon Women on the Moon) (różne segmenty)
- 1989: Na przedmieściach (The 'Burbs)
- 1990: Gremliny 2 (Gremlins 2: The New Batch)
- 1993: Przedstawienie (Matinee)
- 1998: Mali żołnierze (Small Soldiers)
- 2003: Looney Tunes znowu w akcji (Looney Tunes: Back in Action)
- 2006: Trapped Ashes (segment "Wraparound")
- 2009: Strach (The Hole)
- 2014: Pogrzebać byłą (Burying the Ex)
- 2019: Nightmare Cinema (segment "Mirari")